# Frank Adcock
Frank Ezra Adcock, (15 avril 1886 - 22 février 1968) est un historien britannique qui est professeur d'histoire ancienne à l'université de Cambridge entre 1925 et 1951. En plus de ses travaux universitaires, il sert également comme cryptographe pendant la Première et la Seconde Guerre mondiale.

## Jeunesse et éducation
Adcock est né à Desford, Leicester, Leicestershire, le 15 avril 1886. Il est le fils de Thomas Draper Adcock, directeur de l'école industrielle de Desford, et de Mary Esther Adcock (née Coltman). Il fait ses études à la Wyggeston Grammar School, une école primaire de Leicester. Il étudie ensuite les lettres classiques au King's College de Cambridge.

## Carrière
En 1911, Adcock est élu Fellow et maître de conférences du King's College de Cambridge. Il occupe la chaire d'histoire ancienne à l'université de Cambridge de 1925 à 1951, date à laquelle il prend sa retraite. Avec John Bagnell Bury et Stanley Arthur Cook (en), il édite The Cambridge Ancient History, qui est publié de 1923 à 1939, et en a également écrit dix chapitres.
Adcock est président de la Société pour la promotion des études romaines de 1929 à 1931. Il est président de l'Association classique de 1947 à 1948.
Entre 1915 et 1919, pendant la Première Guerre mondiale, Adcock travaille pour la Division du renseignement de la Royal Navy. Il est également lieutenant-commandant dans la réserve des volontaires de la Royal Navy de 1917 à 1919. Son rôle principal est d'interpréter des codes et des chiffres, et à ce titre, il est basé dans la Room 40 de l'Amirauté. Il travaille à Bletchley Park de 1939 à 1943.
Lors des honneurs de l'anniversaire du roi de 1918, Adcock est nommé officier de l'ordre de l'Empire britannique (OBE) « pour services rendus en rapport avec la guerre ». Il est élu membre de la British Academy (FBA) en 1936. Lors des honneurs du Nouvel An de 1954, il est fait chevalier. En 1953, il est nommé capitaine du Royal North West Norfolk Golf Club à Brancaster.
Le 22 février 1968, Adcock décède au King's College de Cambridge.

## Distinctions
- Knight Bachelor